# Manfred Metzger
Manfred Friedrich Metzger (Trieste, 26 maggio 1905 – Ginevra, 29 gennaio 1986) è stato un velista svizzero.

## Carriera
Nacque nel 1905 a Trieste, all'epoca ancora austro-ungarica. Nel 1960, a 55 anni, vinse la medaglia di bronzo con la Svizzera ai Giochi olimpici di Roma 1960 nei 5,5 metri, specialità della vela (le gare si svolgevano nel golfo di Napoli), sull'imbarcazione Ballerina IV insieme a Henri Copponex e Pierre Girard, chiudendo dietro agli USA e alla Danimarca. Morì nel febbraio 1986, a 80 anni.

## Palmarès
- Giochi olimpici

Roma 1960: bronzo nei 5,5 metri